# Maarkedal
Maarkedal ist eine belgische Gemeinde in der Region Flandern mit 6323 Einwohnern (Stand 1. Januar 2024). Sie besteht aus den Ortsteilen Etikhove, Maarke-Kerkem, Nukerke und Schorisse.
Oudenaarde liegt 6 km nördlich, Ronse 6 km südlich, Gent 28 km nördlich und Brüssel etwa 52 km östlich. Die nächsten Autobahnabfahrten befinden sich bei Deerlijk und Waregem an der A14/E17. In Ouderaarde, Ronse und Geraardsbergen befinden sich die nächsten Regionalbahnhöfe.

## Partnerstädte
- Horšovský Týn, Okres Domažlice, Tschechien

## Parochialkirche Sankt Britius
Im Ortsteil Etikhove befindet sich die Parochialkirche Sint Britius (Brictius von Tours).
Im Jahre 1116 erwarb die Benediktiner-Abtei St. Lambertus von Liessies in Nord-Frankreich das Patronat über die Kirche.
Reste eines möglicherweise romanischen Vorgängerbaus (Kapelle) sind noch im Westgiebel erhalten. Bereits vor 1768 bestanden die spätgotischen Westtürme an einer damals zweischiffigen Unterkirche mit vier Jochen und quadratischem Chor. In den Jahren 1768 und 1837 bis 1848 fanden umfangreiche Umbauten statt, die zum heutigen teilweise neoklassizistischen Aussehen der nunmehr dreischiffigen Basilika führten. Die Portale wurden 1897 im neogotischen Stil erneuert. Nach Kriegsschäden wurde 1919 und 1949 das Dachwerk wieder instand gesetzt. 1953 und 1954 fanden weitere Ausbesserungsarbeiten statt.
Die Ausstattung ist größtenteils neoklassizistisch (19. Jahrhundert). Eine neue Orgel wurde zwischen 1776 und 1789 unter Hinzuziehung alten Materials gebaut. 1932 wurde sie verändert und 1980 und 1981 restauriert.

## Persönlichkeiten
- Johannes vander Molen, auch Johann Molanus (* um 1510 in Nukerke; † 1583 in Bremen), Pädagoge, Rektor

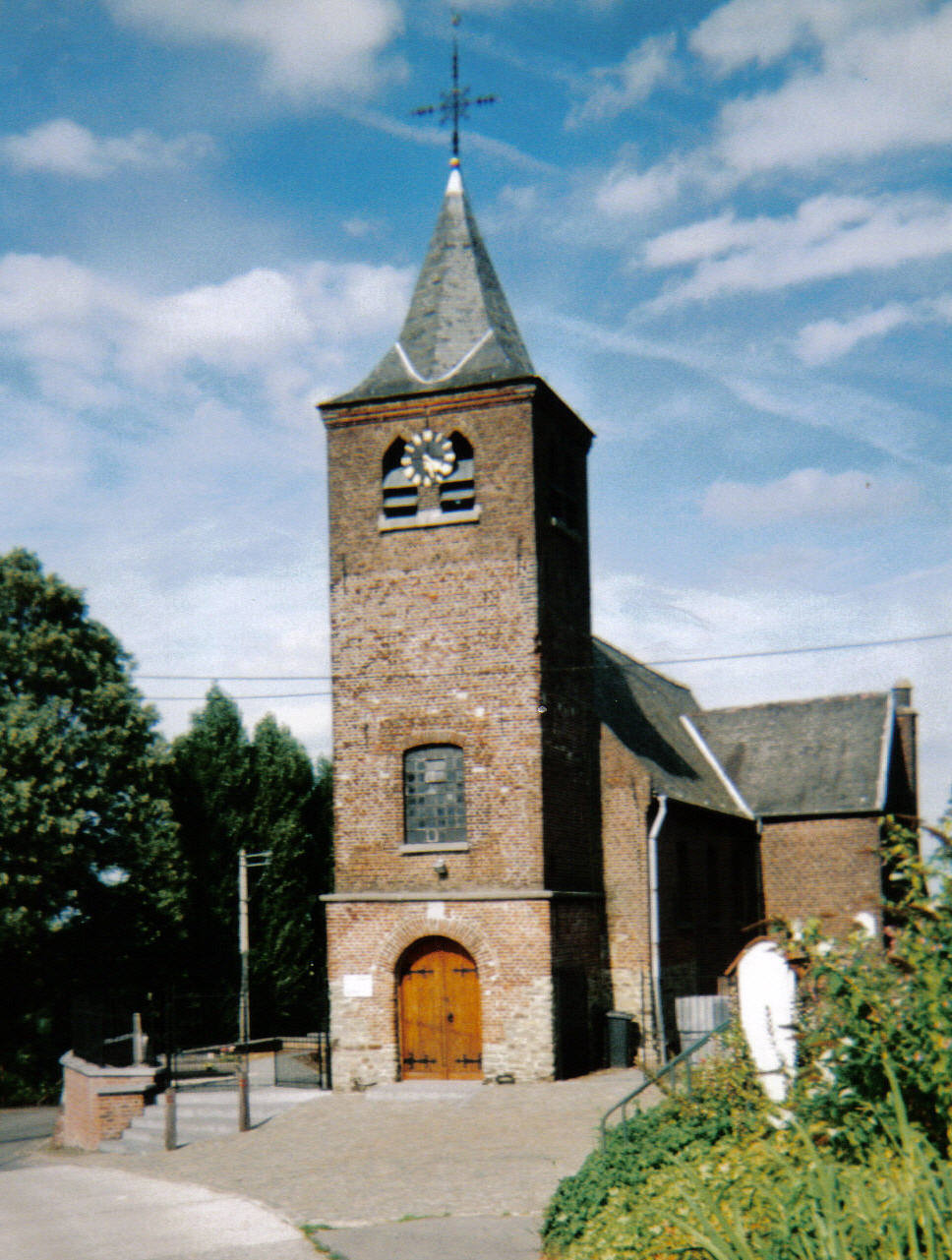
Sint-Petruskerk in der Teilgemeinde Kerkem